# Віїле-Сату-Маре
Віїле-Сату-Маре (рум. Viile Satu Mare) — село у повіті Сату-Маре в Румунії. Адміністративний центр комуни Віїле-Сату-Маре.
Село розташоване на відстані 433 км на північний захід від Бухареста, 14 км на південь від Сату-Маре, 110 км на північний захід від Клуж-Напоки.

## Населення
За даними перепису населення 2002 року у селі проживали 2059 осіб.
Національний склад населення села:
| Національність | Кількість осіб | Відсоток |
| -------------- | -------------- | -------- |
| угорці         | 1474           | 71,6%    |
| румуни         | 382            | 18,6%    |
| цигани         | 184            | 8,9%     |
| німці          | 15             | 0,7%     |

Рідною мовою назвали:
| Мова      | Кількість осіб | Відсоток |
| --------- | -------------- | -------- |
| угорська  | 1518           | 73,7%    |
| румунська | 381            | 18,5%    |
| циганська | 153            | 7,4%     |